# Capparis chrysomeia
Capparis chrysomeia là một loài thực vật có hoa trong họ Capparaceae. Loài này được Bojer mô tả khoa học đầu tiên năm 1842.